# فيلي د. بورتون
فيلي د. بورتون (بالإنجليزية: Willie D. Burton)‏ هو مهندس الصوت ومهندس أمريكي، ولد في القرن العشرين في توسكالوسا في الولايات المتحدة.

## وصلات خارجية
- فيلي د. بورتون على موقع IMDb (الإنجليزية)
- فيلي د. بورتون على موقع ألو سيني (الفرنسية)
- فيلي د. بورتون على موقع أول موفي (الإنجليزية)
- فيلي د. بورتون على موقع قاعدة بيانات الأفلام السويدية (السويدية)
- فيلي د. بورتون على موقع قاعدة بيانات الفيلم (الإنجليزية)
- فيلي د. بورتون على موقع كينوبويسك (الروسية)